# Li Xiaoshuang
 Li Xiaoshuang (chin.: 李小双, Lǐ Xiǎoshuāng; * 1. November 1973 in Xiantao) ist ein ehemaliger chinesischer Turner und zweifacher Olympiasieger.
Im Alter von 18 Jahren konnte er bei den Olympischen Sommerspielen 1992 in Barcelona im Bodenturnen die Goldmedaille gewinnen. An den Ringen klassierte er sich auf dem 3. Platz und im Mannschaftsmehrkampf gabs eine Silbermedaille. Im Pferdsprung wurde er Vierter.
Vier Jahre später bei den Olympischen Sommerspielen in Atlanta siegte er im Einzelmehrkampf und holte zweimal Silber am Boden und im Mannschaftsmehrkampf. Im Pferdsprung wurde er abermals Vierter.
Li konnte auch insgesamt sechs Medaillen bei Turn-Weltmeisterschaften gewinnen. Dabei holte er zweimal Gold im Mannschaftsmehrkampf und einmal im Einzelmehrkampf.
1997 ist Li zurückgetreten.